# Jindřich Fürst
Jindřich Fürst (11. července 1873 Praha-Staré Město – 27. ledna 1943 Turnov) byl český malíř – krajinář, žák Julia Mařáka na malířské Akademii v Praze.

## Život
Narodil se do rodiny krejčovského tovaryše Josefa Fürsta na Starém Městě pražském v ulici Řásnovka. V roce 1888 maluje motivy z Divoké Šárky a neúspěšně se pokouší o přijetí na pražskou Akademii k prof. J. Mařákovi. V roce 1893 pracoval v rytecké dílně ve Vídni a o rok později jako dekorativní malíř porcelánu v Linci.
Na pražské malířské Akademii ve školních letech 1895/96–1897/98 navštěvoval krajinářskou školu prof. Julia Mařáka a od II. semestru školního roku 1898/1899 do roku 1900 pokračoval ve studiu ve speciálce prof. Václava Brožíka. Jeho generačními druhy v krajinářské speciálce byli Stanislav Lolek, Roman Havelka a Vratislav Vosátka a starší žáci Antonín Slavíček a Jan Honsa.
V letech 1900–1902 pracoval jako malíř miniatur na porcelánu v Lipsku. V r. 1903 studoval chemii. Od roku 1905 se trvale věnuje umělecké činnosti a opakovaně se účastní v Praze na výstavách Umělecké besedy, Jednoty umělců výtvarných a Krasoumné jednoty. Vystavoval např. obrazy Vrby u potoka, Před deštěm, Pod mrakem, Na potoce, Soumrak a Deštivá nálada. Podnikl řadu studijních cest např. do Anglie (1904), Itálie (1909) a Egypta (1910). V roce 1910 vystavoval svá díla na mezinárodní výstavě v Bruselu (Vrby na cestě a Malé náměstí v Praze).
Roku 1912 se malíř oženil. Za ženu si vzal Marii Slabyhoudkovou. V srpnu 1913 Čas (6. 8. 1913) informuje o jeho vážné nehodě na motocyklu v Libni. V období před I. světovou válkou udržoval pravidelný korespondenční styk s Josefem Ullmannem a Josefem Bártou (dle archivních fondů Národní galerie). Společně malovali v Kamenném Přívozu a Mlíkojedech v letech 1907 až 1910. Na přelomu let 1908/1909 navštěvuje „Soukromou výtvarnou školu Karla Reisnera“.
V průběhu I. světové války vstoupil do služeb poštovního úřadu v Praze a na výslužbu přesídlil do Turnova, kde se stal součástí kulturního života města. K příležitosti jeho padesátin Český svět reprodukuje obrazy Slepé rameno Vltavy u Královské obory, Na Výtoni, Rybník u Šťáhlav a Zátiší. Zlatá Praha publikuje obraz Tání a Světozor (24. 4. 1924) obraz Alej ve Stromovce s krátkým hodnocením díla a života od F. X Harlase. Později se stal členem Turnovského díla (založeného v r. 1926) a Sdružení výtvarníků v Praze (založeného v r. 1930). Roku 1943 v Turnově malíř zemřel. Pohřben je v Praze na Vyšehradském hřbitově. Jeho ostatky byly uloženy do rodinné hrobky manželky.
V roce 1975 mu byla uspořádána souborná výstava v Semilech (Muzeum dělnického hnutí v Semilech a Galerie Jičín). V roce 1977 měl samostanou výstavu v Turnově. Dále byla zorganizována prodejní výstava v Praze Na Příkopě v Galerii Vadamo (okolo r. 1995), ke které vyšel katalog se seznamem výstav a s dobovými příznivými kritikami od K. B. Mádla a F. X. Harlase.

## Dílo
Z dnešního pohledu je tvorba Jindřicha Fürsta značně různorodé úrovně. Lze se však domnívat, že některé nedatované obrazy nízké výtvarné kvality, objevující se na trhu s uměním, jsou z pozdního období jeho tvorby. V jiných případech velice kritický historik umění K. B. Mádl o jeho díle řekl (Národní listy, 1909): „ …obrazy J. Fürsta, nového talentu, krásných malebných myšlenek, vyzbrojeného na uměleckou pouť citovou hloubkou, taktuplnou rozhodností v barevném výrazu…“. Nelze vyloučit, že toto hodnocení mohlo být provedeno např. na základě obrazu Po dešti, který byl malován v období jeho úspěšných výstav těsně po r. 1907. Další dva obrazy středního formátu Na pokraji vesnice a Krajina s cestou reprezentují vlivy impresionismu a secese, které lze pozorovat i u dalších Mařákových žáků z jeho generace. Obrazy U rybníka a Dubová alej malované okolo r. 1920 představují syntézu uvedených uměleckých směrů s citlivě pojatou barevností. Obraz Stromy u cesty naznačuje, že Jindřich Fürst se postupně snažil vymanit z vlivu uměleckých směrů konce 19. století a hledal modernější výraz pod vlivem Václavy Špály.

## Galerie

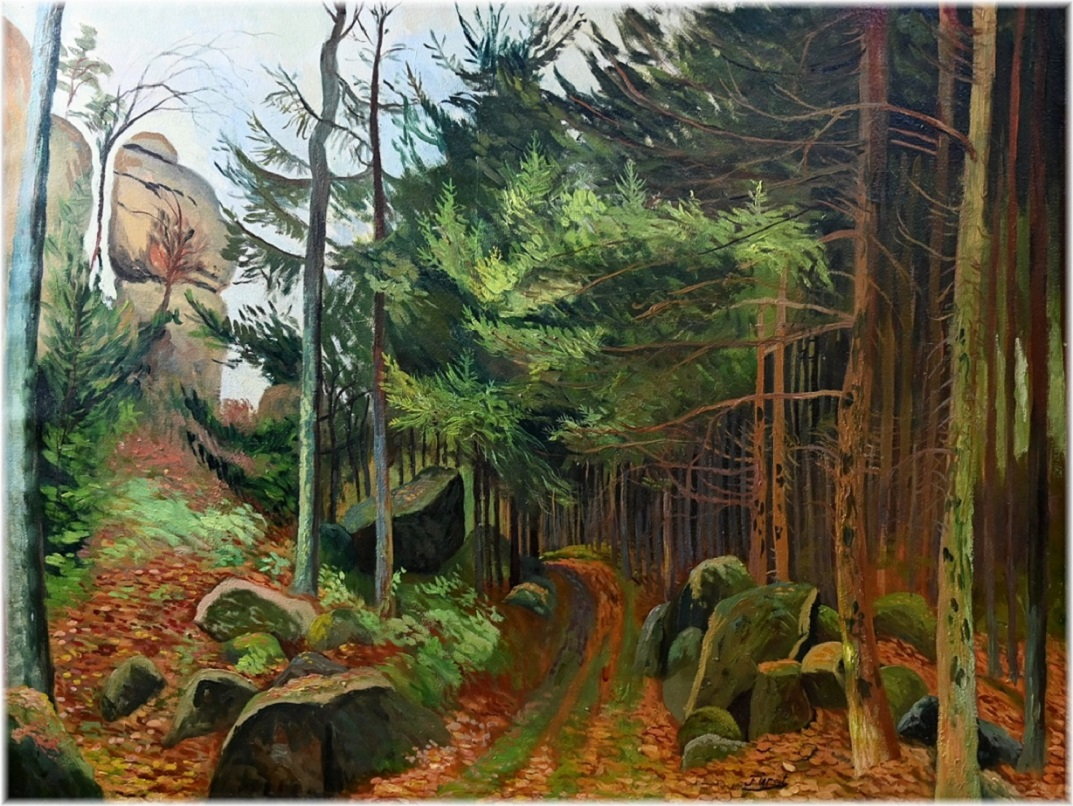
Jindřich Fürst Balvany v lese
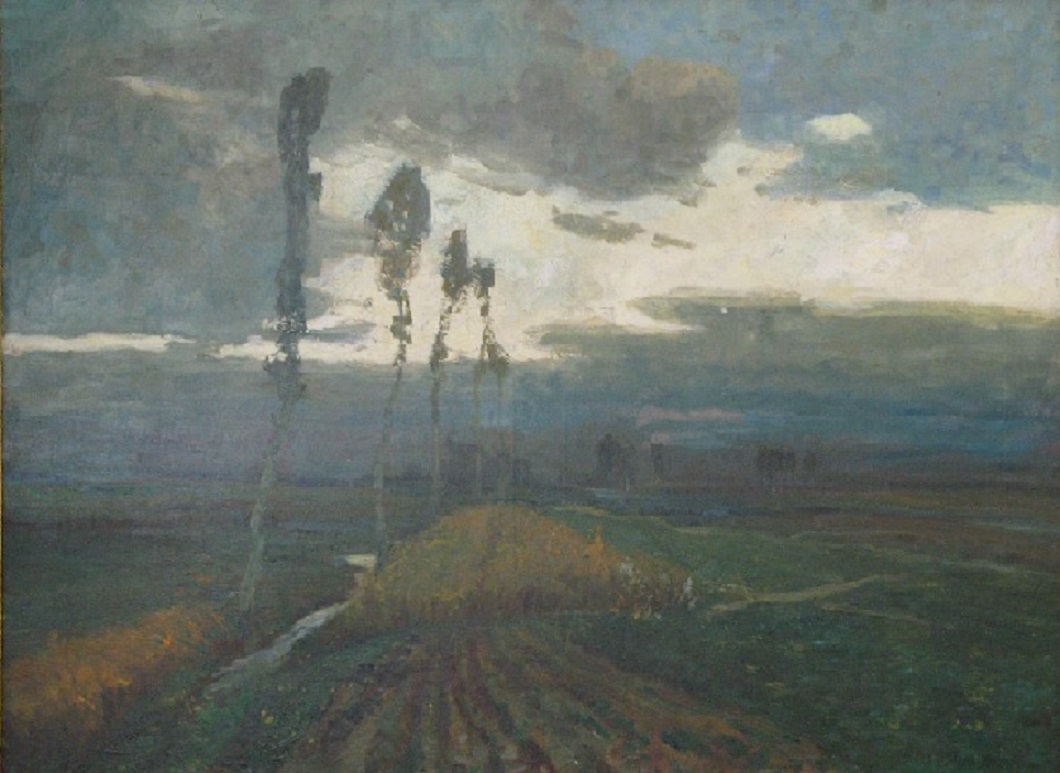
Jindřich Fürst Po dešti (1907)
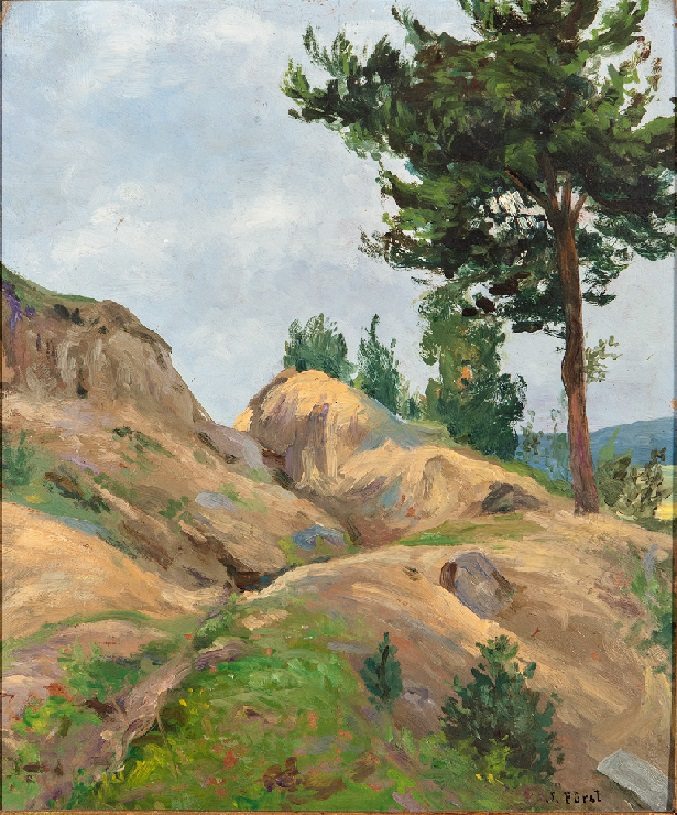
Jindřich Fürst Strom ve svahu
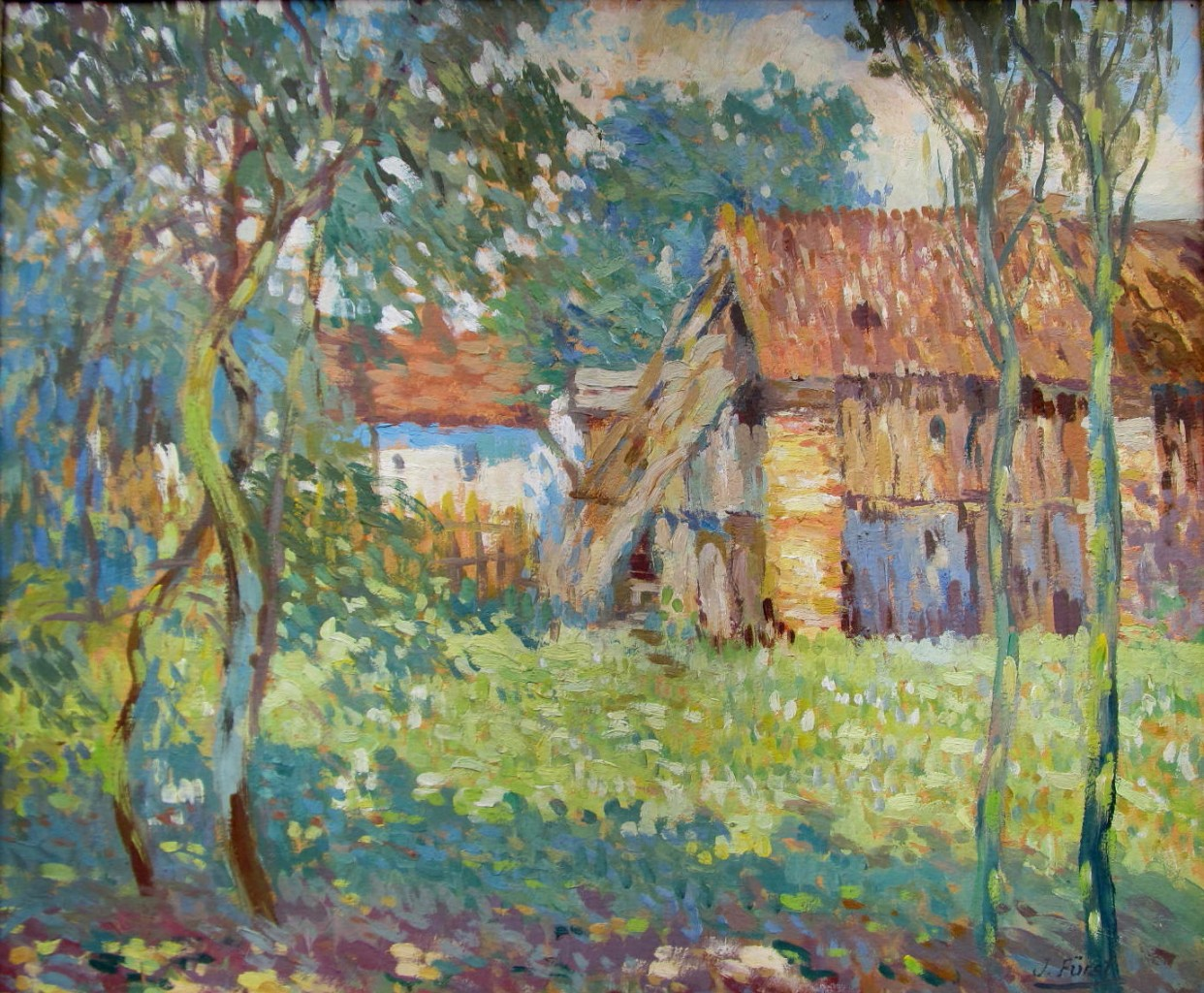
Jindřich Fürst Na pokraji vesnice (kol. 1910)
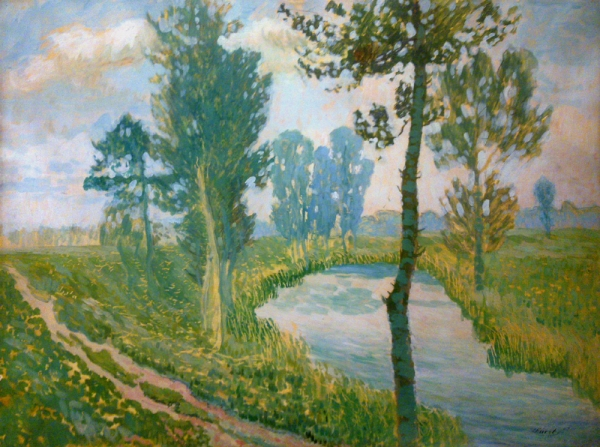
Jindřich Fürst Krajina s cestou (1910–1912)
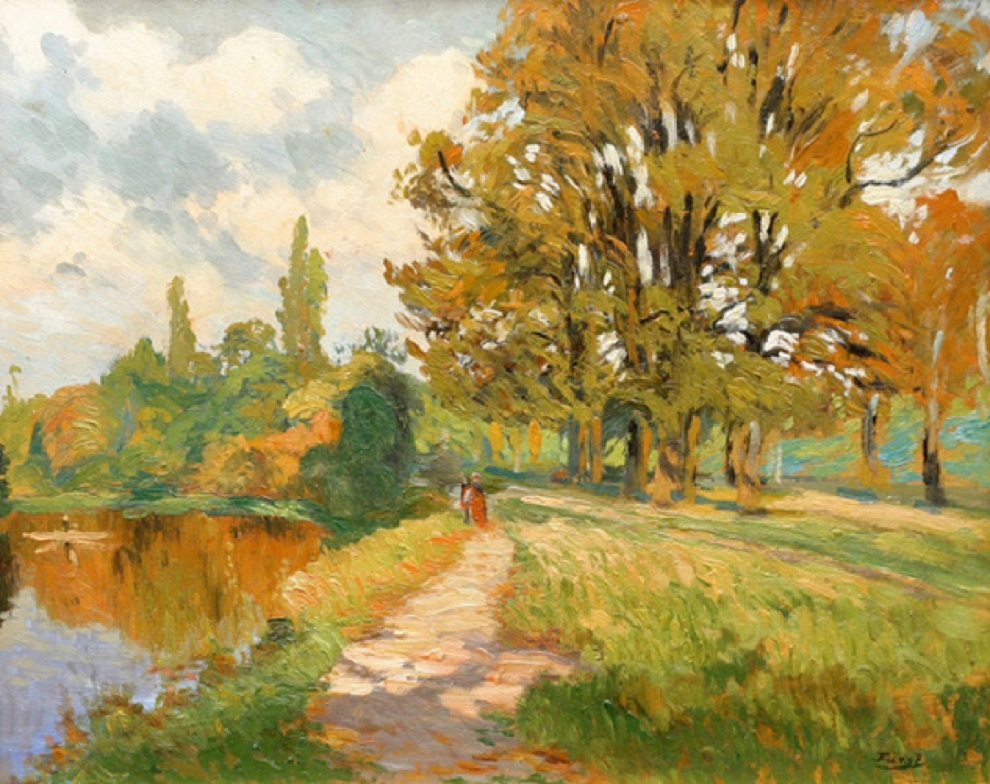
Jindřich Fürst Rameno řeky
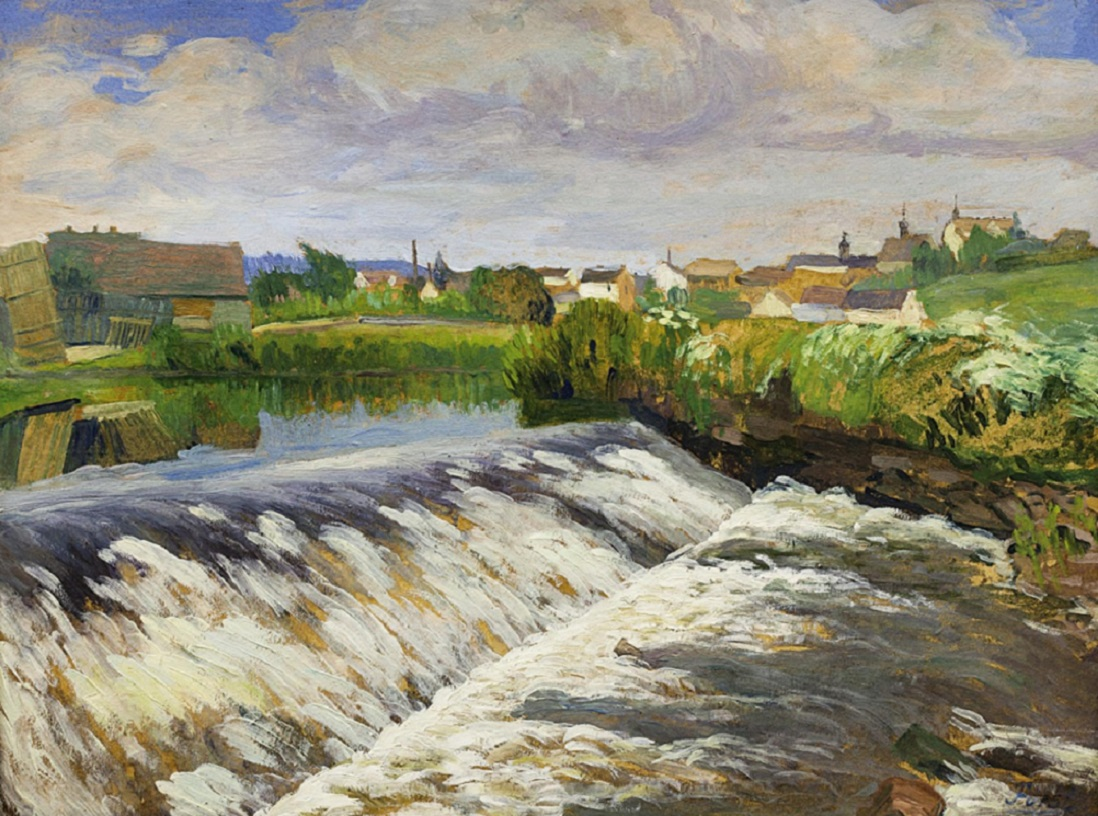
Jindřich Fürst Krajina s jezem
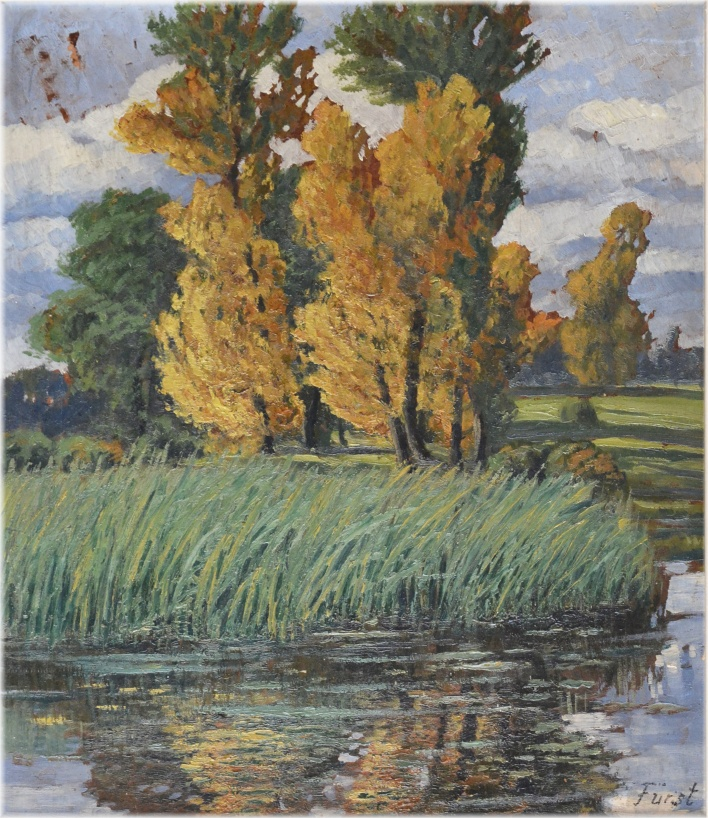
Jindřich Furst Stromy u rybníka
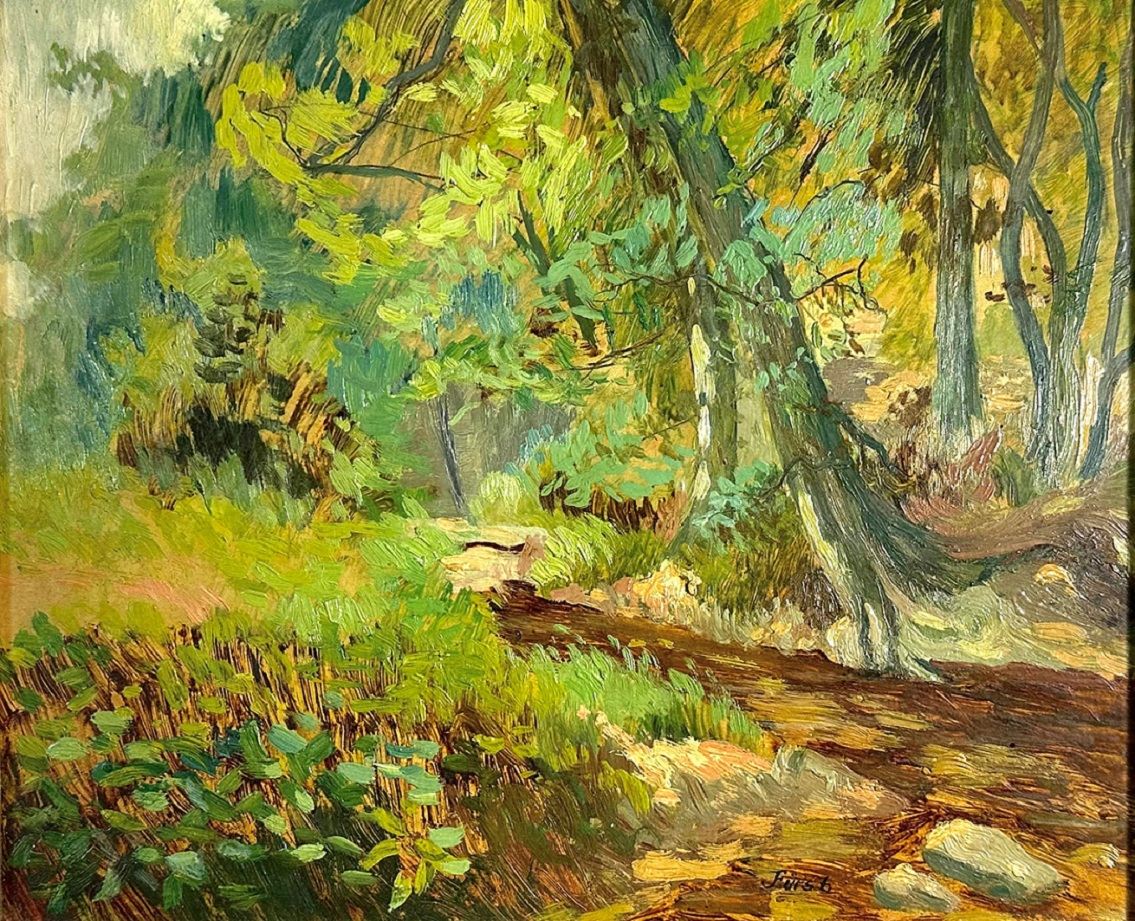
Jindřich Fürst Kunratice u Prahy
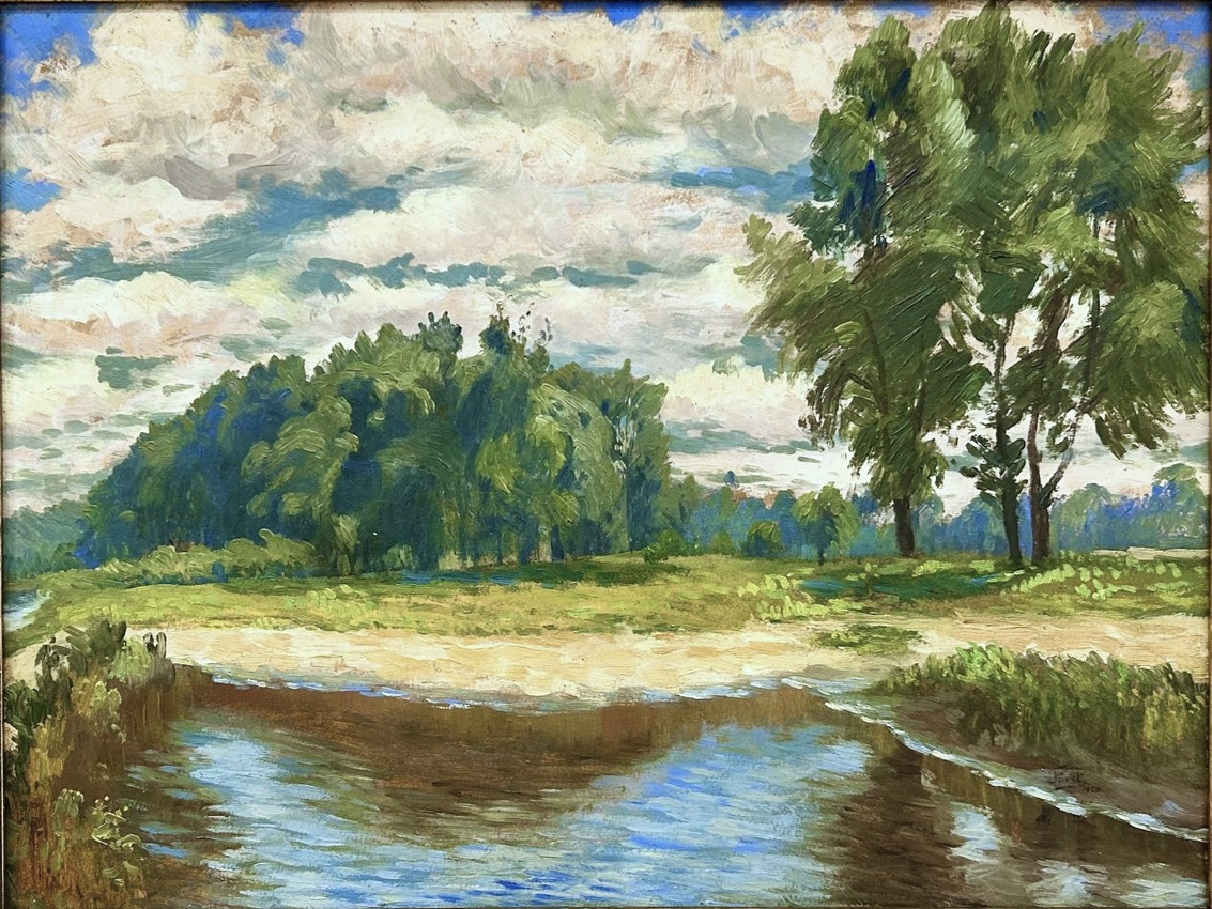
Jindřich Fürst Vltavské tůně (1920)
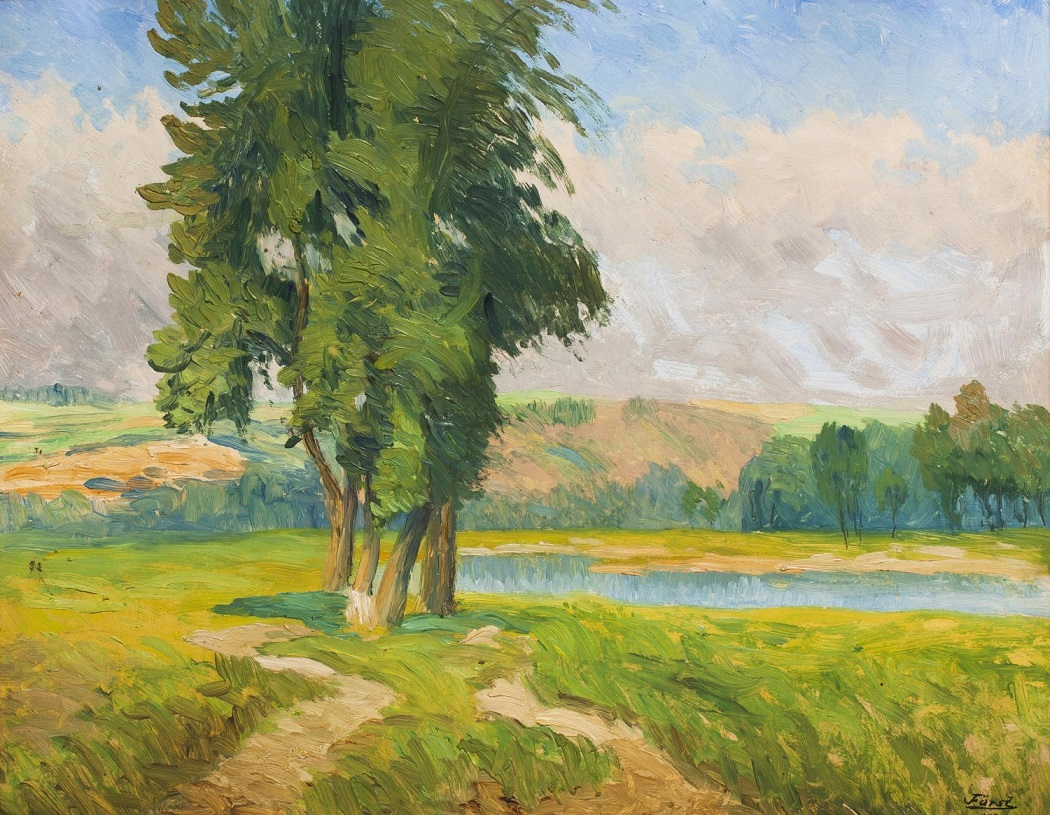
Jindřich Fürst Rybníček se stromy (1920)
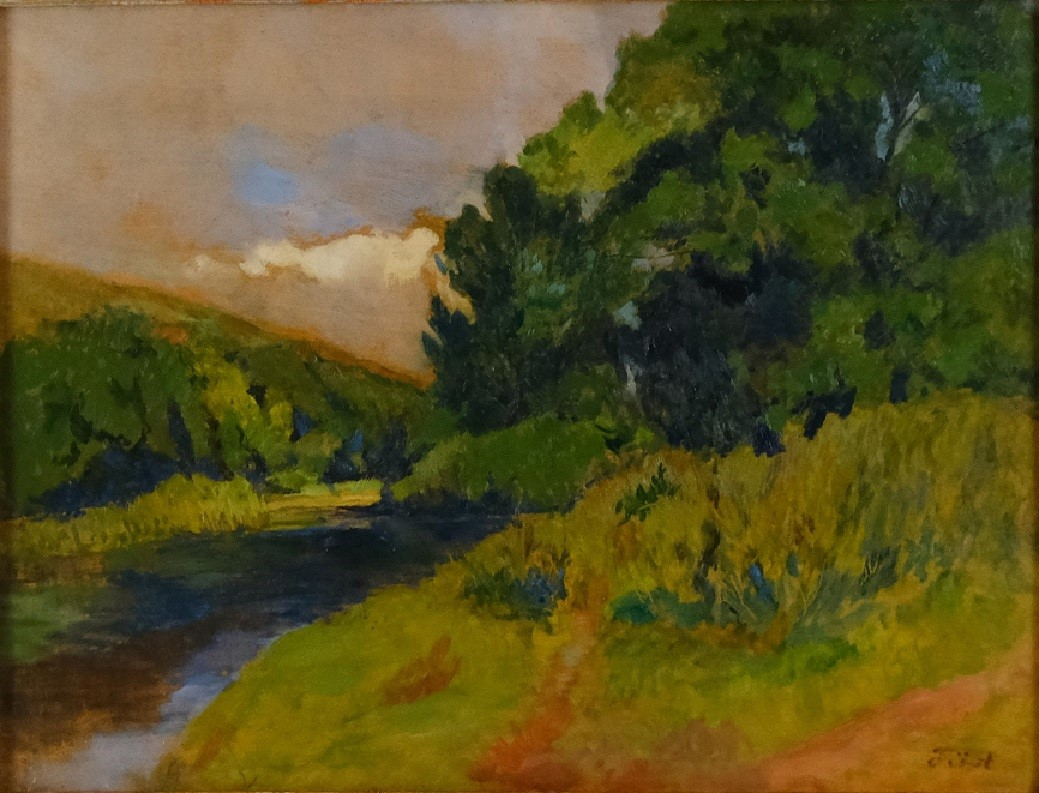
Jindřich Fürst Letní krajina s řekou
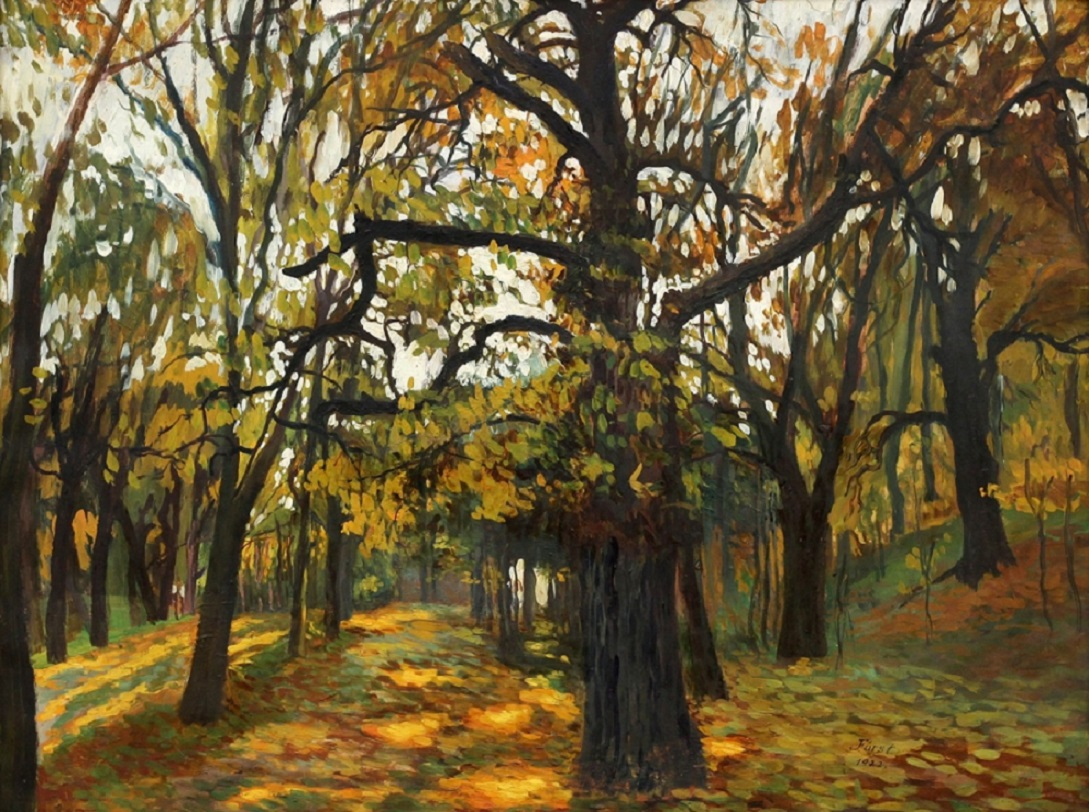
Jindřich Fürst Dubová alej (1922)
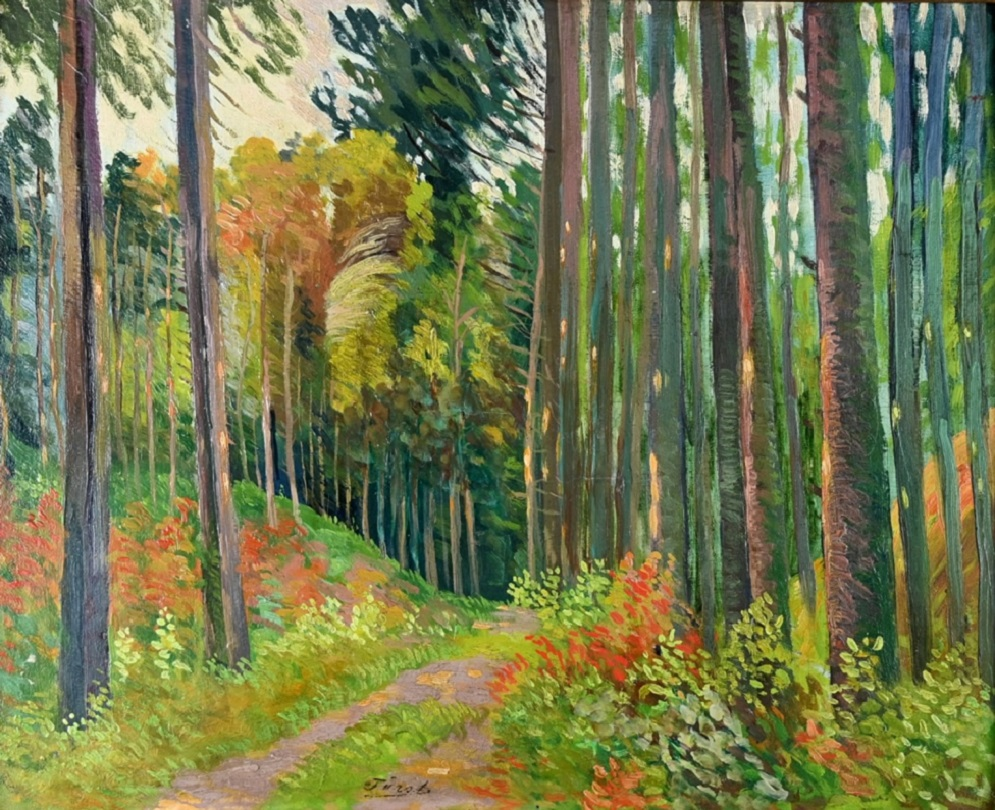
Jindřich Fürst Valdštýnský les
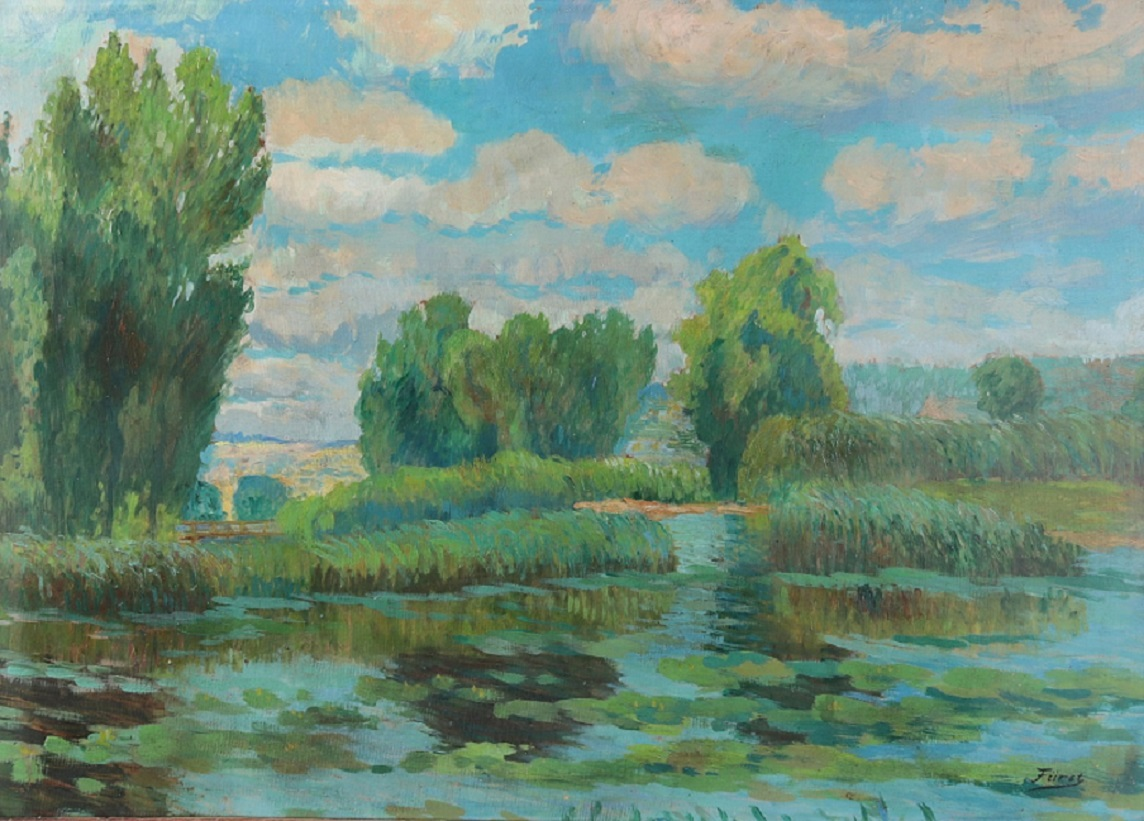
Jindřich Fürst Krajina s rybníkem
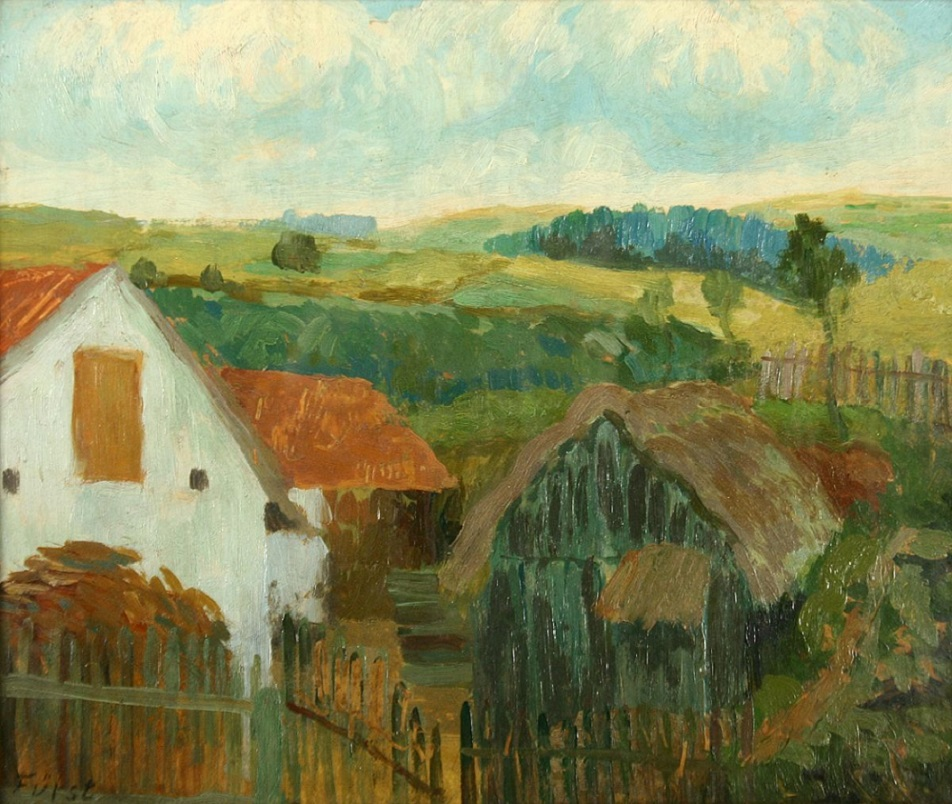
Jindřich Fürst Na okraji vsi
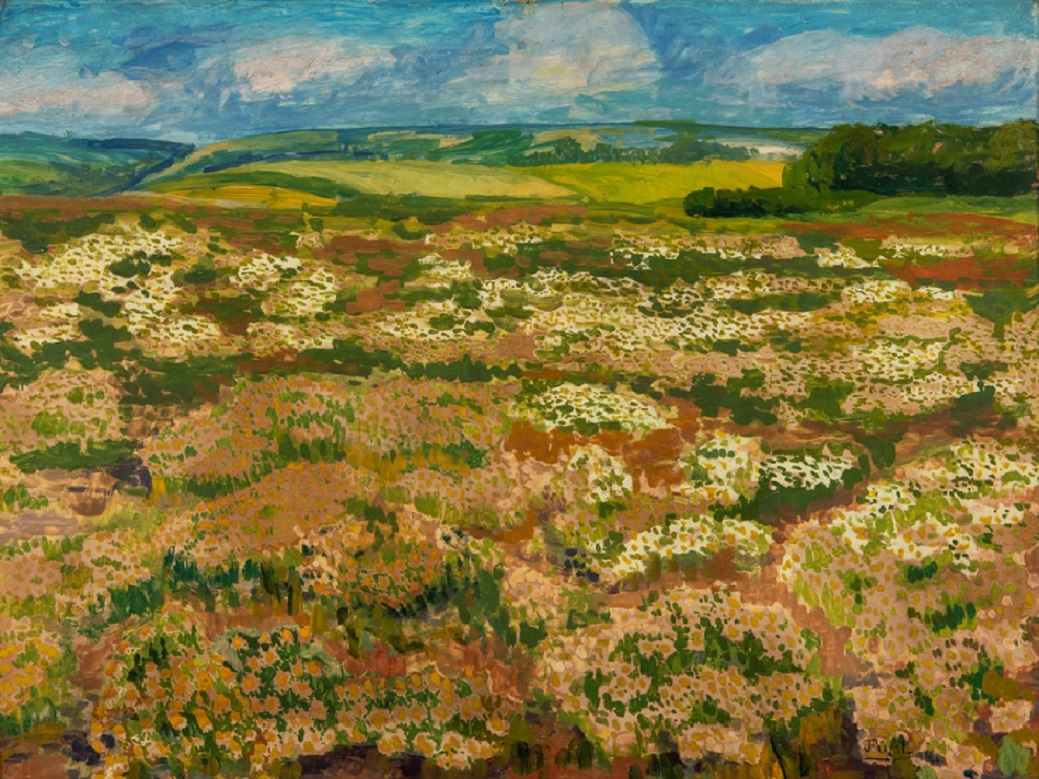
Jindřich Fürst Vřesoviště
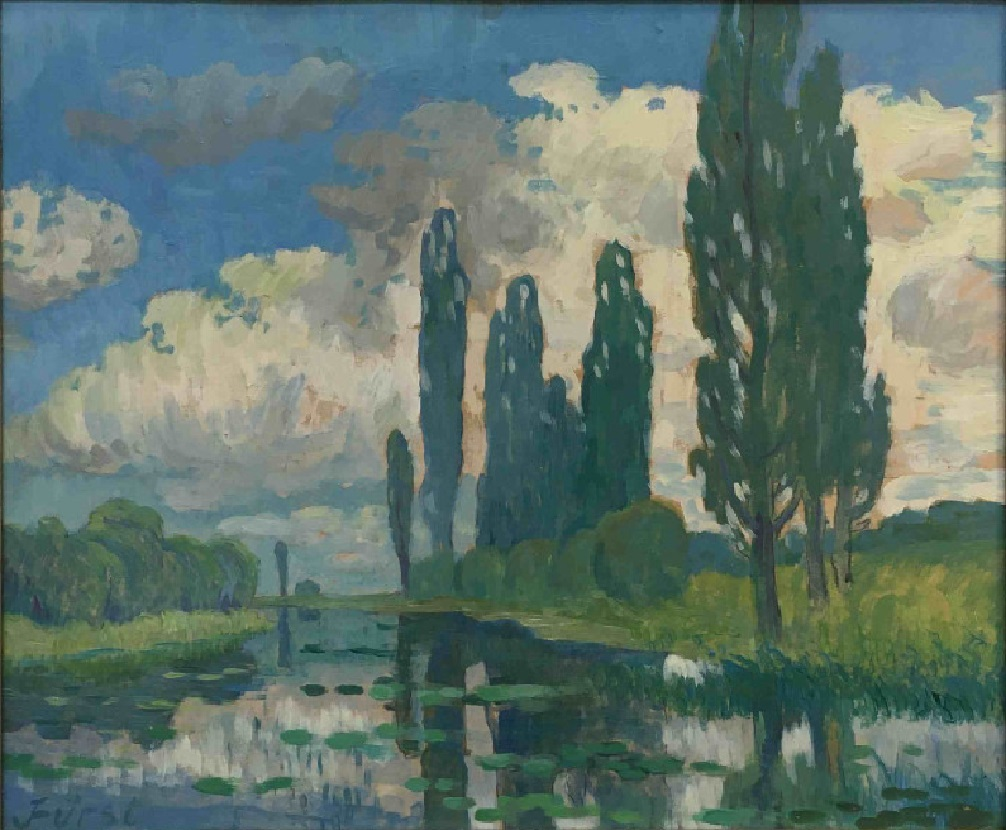
Jindřich Fürst Břežánky u Prahy
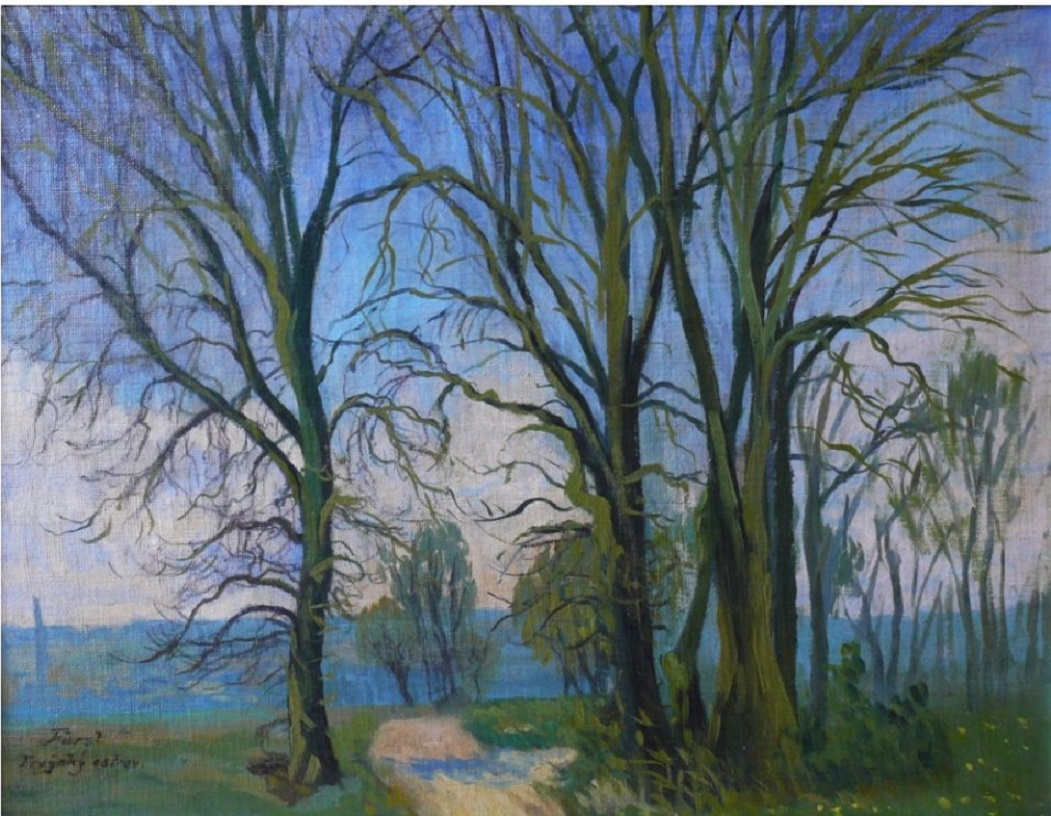
Jindřich Fürst Trójský ostrov
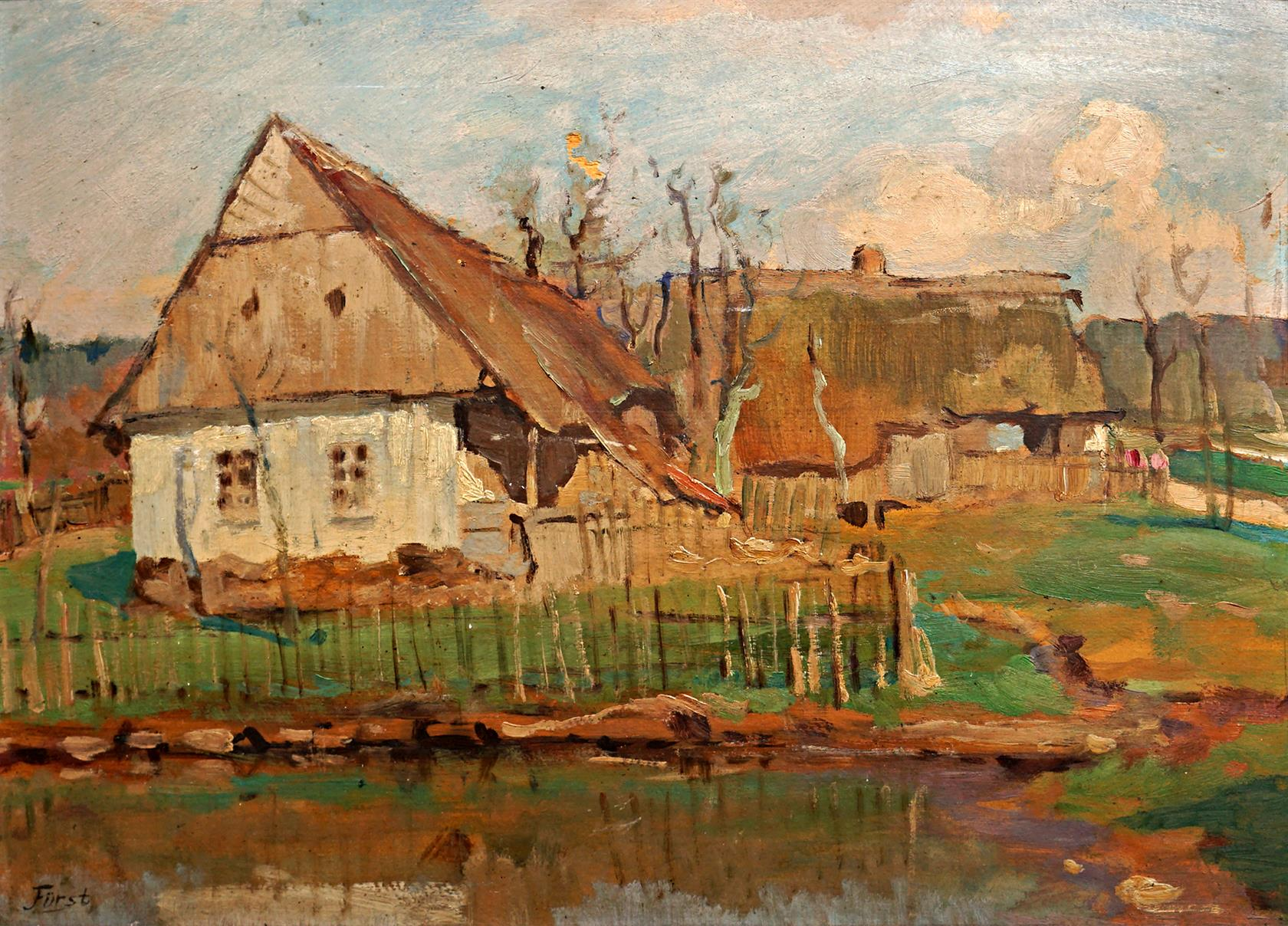
Jindřich Fürst Stavení na Vysočině (1934)
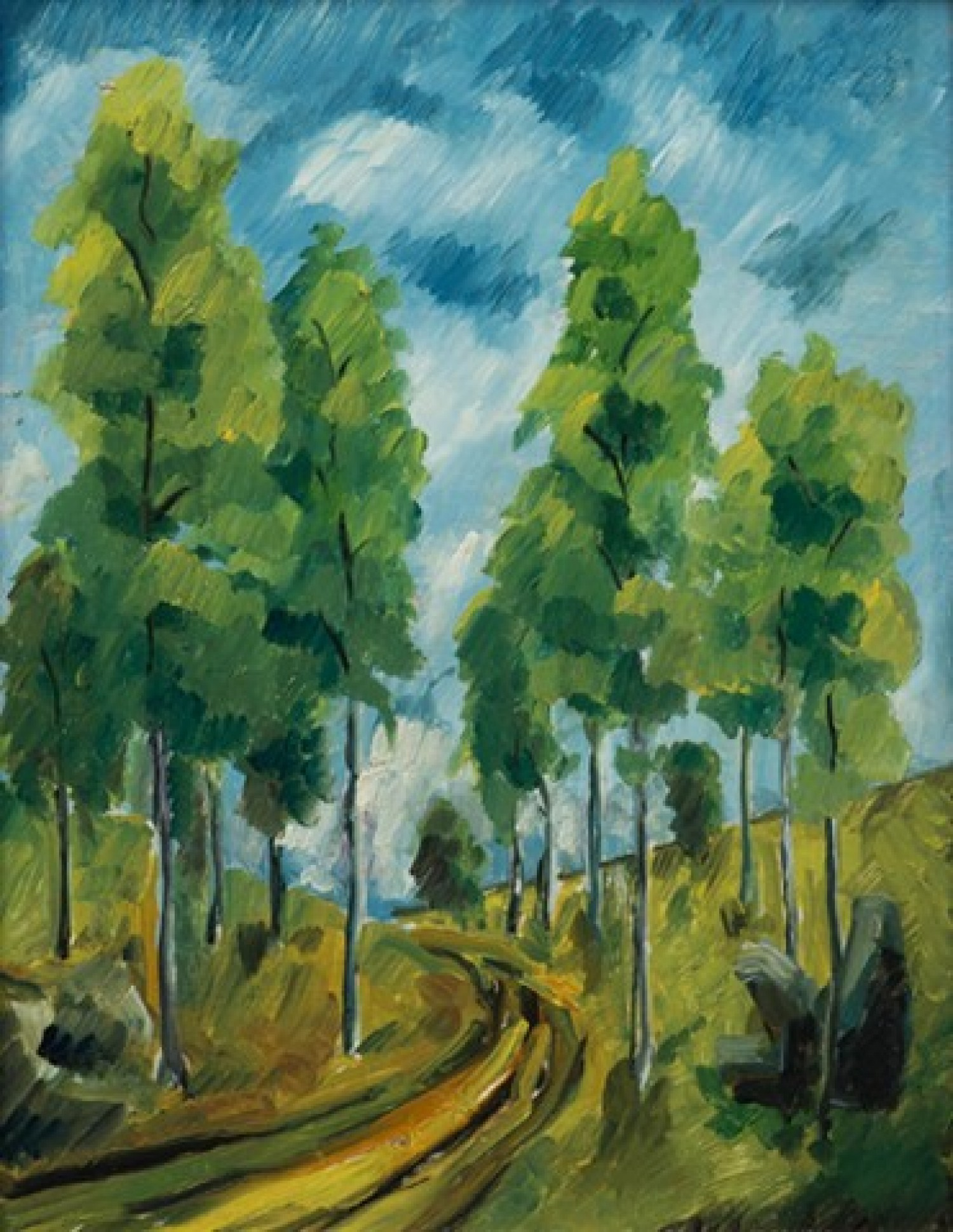
Jindřich Fürst Stromy u cesty